# Шпаклівка
Шпатлівка (від нім. Spachtel — «лопатка») — пастоподібний або порошковий матеріал, який застосовують для вирівнювання поверхонь перед нанесенням на них матеріалів для обробки приміщень. Шпатлівками називають суміші, застосовувані для вирівнювання поверхонь, що підлягають фарбуванню. Шпатлівки бувають різних видів. Для їхнього приготування застосовується господарське мило, крейда, борошняний клей, столярний, тваринний, лак і, просіяний гіпс, оліфи.

## Види шпаклівок
- Масляна шпаклівка містить натуральну оліфу, сикативи, крейда. Така шпаклівка повільно сохне, але зате має підвищену міцність. Застосовується при підготовці підлог, підвіконь, віконних рам, зовнішніх дверей та інших поверхонь, де можлива присутність вологи. Масляна шпаклівка призначається для поверхонь, де потрібна вирівнювання перед фарбуванням водно-дисперсійними, олійними фарбами та емалями. Має високі показники адгезії. Використовується всередині сухих і вологих приміщень.
- Шпаклівка клейова у своєму складі містить 10 % розчин клею, оліфу, крейда. Завдяки оліфі, шпаклівка виходить міцною, легко наноситься на поверхню.
- Шпаклівка олійно-клейова містить акрилати, оліфу, воду, пластифікатори, добавки. Застосовується для вирівнювання дефектів стель і стін з бетонних, дерев'яних і оштукатурених поверхонь, які потім будуть фарбувати або оклеюватися шпалерами. Шпаклівка олійно-клейова призначена для внутрішніх робіт.
- Шпаклівка гіпсова
- Шпаклівка епоксидна
- Шпаклівка поліефірна
- Шпаклівка латексна містить кальцитовий наповнювач, акрилат, пластифікатори, воду, добавки. Застосування аналогічно шпаклівці олійно-клейовій. Тільки для внутрішніх робіт.
- Шпакрил — шпаклівка, яка використовується для закладення плінтусів і вирівнювання оштукатурених поверхонь. Також можливе використання для наклеювання керамічної плитки в сухих приміщеннях. При розведенні водою підійде для побілки стін і стель пензлем.
- Шпаклівка акрилова універсальна виготовляється з хімічної сировини за сучасними технологіями. Екологічно безпечна. Поєднує властивості вирівнюючих складів і при цьому має щільну дрібнозернисту структуру. Шліфується легко наждачною шкіркою. Після висихання не дає усадки і тріщин. Високоякісний матеріал і відмінно підходить для використання в домашніх умовах, особливо, коли немає часу підбирати для кожного матеріалу окрему шпаклівку. Використовується для внутрішніх робіт. Вирівнює оштукатурені, гіпсокартонні, бетонні, дерев'яні поверхні, а також використовується для ремонту пошкодженої штукатурки. Наносити можна як товстим, так і тонким шаром.
- Шпаклівка фасадна акрилова стійка до вологи і атмосфери. Застосовується при зовнішніх роботах по штукатурці, бетону, дереву. Має відмінні заповнюючі і вирівнюючи властивості. Не тягнеться за шпателем, не тріскається, має підвищену міцність. Сохне швидко, шліфується легко. Характеризується високою пластичністю, фасадна шпаклівка стійка до стирання. Майже без запаху. Екологічно чистий продукт.
- Шпаклівка на основі ПВА. Застосовується для вирівнювання бетонних, асбоцементних, оштукатурених і гіпсокартонних поверхонь, а також при закладенні щілин і стиків, тріщин і при проведенні попередніх робіт під фарбування і наклеювання шпалер. У даній шпаклівці міститься велика кількість антисептичних добавок, які перешкоджають появі цвілі і грибків. Має оптимальну в'язкість і зручно наноситься на поверхню. Після висихання шліфується легко.
- Цемента шпаклівка

## Склад
Шпаклівки містять плівкоутворювальні речовини, наповнювачі (крейду, тальк, барит) і пігменти (цинкові білила, вохра). Вміст плівкоутворювачів в 5-12 разів більше вмісту пігментів і наповнювачів. Розрізняють декілька різних за основою видів шпаклівок: лакові, масляні, клейові, гіпсові шпаклівки, основою яких служать відповідно лак і, оліфи, природні клеї, гіпс.

## Застосування
Шпаклівки не забезпечують надійного зчеплення криючих шарів покриття з підкладкою, тому шпаклівки наносять зазвичай після шару ґрунтівки. Для нанесення густих шпаклівок застосовують металевий і пластиковий шпатель або шматок гуми. Шпаклівки, розбавлені невеликою кількістю розчинника, можна наносити методом пневматичного розпилення.
При використанні шпаклівки для заповнення отворів, закладення стиків або заклепувальних і зварних швів наносять декількох шарів шпаклівки загальною товщиною рекомендованою виробником. Висохлий шар шпаклівки необхідно добре шліфувати абразивною шкіркою або іншими передбаченими інструментами.
Лакові шпаклівки застосовують головним чином в машинобудуванні, клейові і масляні — переважно в будівництві.

## Витрата матеріалу
Витрата шпаклівки залежить від типу шпаклівки, типу та виду поверхні, на яку наноситься, товщини шару, виду нанесення материалу.